# Oscarsgalan 1966
Oscarsgalan 1966 som hölls 18 april 1966 var den 38:e upplagan av Oscarsgalan där det prestigefyllda amerikanska filmpriset Oscar delades ut till filmer som kom ut under 1965.

## Priskategorier

### Bästa film
Vinnare:
Sound of Music - Robert Wise
Övriga nominerade:
Darling - Joseph Janni
Doktor Zjivago - Carlo Ponti
Narrskeppet - Stanley Kramer
A Thousand Clowns - Fred Coe

### Bästa manliga huvudroll
Vinnare:
Cat Ballou skjuter skarpt - Lee Marvin
Övriga nominerade:
Spionen som kom in från kylan - Richard Burton
Othello - Laurence Olivier
Pantlånaren - Rod Steiger
Narrskeppet - Oskar Werner

### Bästa kvinnliga huvudroll
Vinnare:
Darling - Julie Christie
Övriga nominerade:
Sound of Music - Julie Andrews
Samlaren - Samantha Eggar
En strimma solsken - Elizabeth Hartman
Narrskeppet - Simone Signoret

### Bästa manliga biroll
Vinnare:
A Thousand Clowns - Martin Balsam
Övriga nominerade:
Flykten från öknen - Ian Bannen
Doktor Zjivago - Tom Courtenay
Narrskeppet - Michael Dunn
Othello - Frank Finlay

### Bästa kvinnliga biroll
Vinnare:
En strimma solsken - Shelley Winters
Övriga nominerade:
Inside Daisy Clover - Ruth Gordon
Othello - Joyce Redman
Othello - Maggie Smith
Sound of Music - Peggy Wood

### Bästa regi
Vinnare:
Sound of Music - Robert Wise
Övriga nominerade:
Doktor Zjivago - David Lean
Darling - John Schlesinger
Suna no onna - Hiroshi Teshigahara
Samlaren - William Wyler

### Bästa originalmanus
Vinnare:
Darling - Frederic Raphael
Övriga nominerade:
Casanova '70 - Agenore Incrocci, Furio Scarpelli, Mario Monicelli, Tonino Guerra, Giorgio Salvioni, Suso Cecchi d'Amico
Dessa fantastiska män i sina flygande maskiner - Jack Davies, Ken Annakin
Tåget - Franklin Coen, Frank Davis
Paraplyerna i Cherbourg - Jacques Demy

### Bästa manus efter förlaga
Vinnare:
Doktor Zjivago - Robert Bolt
Övriga nominerade:
Cat Ballou skjuter skarpt - Walter Newman, Frank Pierson
Samlaren - Stanley Mann, John Kohn
Narrskeppet - Abby Mann
A Thousand Clowns - Herb Gardner

### Bästa foto (färg)
Vinnare:
Doktor Zjivago - Freddie Young
Övriga nominerade:
Vånda och extas - Leon Shamroy
The Great Race - Russell Harlan
Mannen från Nasaret - William C. Mellor, Loyal Griggs
Sound of Music - Ted D. McCord

### Bästa foto (svartvitt)
Vinnare:
Narrskeppet - Ernest Laszlo
Övriga nominerade:
Första segern - Loyal Griggs
Fånglägret Changi - Burnett Guffey
En strimma solsken - Robert Burks
Morituri - Conrad L. Hall

### Bästa scenografi (svartvitt)
Vinnare:
Narrskeppet - Robert Clatworthy, Joseph Kish
Övriga nominerade:
Fånglägret Changi - Robert Emmet Smith, Frank Tuttle
En strimma solsken - George W. Davis, Urie McCleary, Henry Grace, Charles S. Thompson
En röst i telefonen - Hal Pereira, Jack Poplin, Robert R. Benton, Joseph Kish
Spionen som kom in från kylan - Hal Pereira, Tambi Larsen, Ted Marshall, Josie MacAvin

### Bästa scenografi (färg)
Vinnare:
Doktor Zjivago - John Box, Terence Marsh, Dario Simoni
Övriga nominerade:
Vånda och extas - John DeCuir, Jack Martin Smith, Dario Simoni
Mannen från Nasaret - Richard Day, William J. Creber, David S. Hall, Ray Moyer, Fred M. MacLean, Norman Rockett
Inside Daisy Clover - Robert Clatworthy, George James Hopkins
Sound of Music - Boris Leven, Walter M. Scott, Ruby R. Levitt

### Bästa kostym (svartvitt)
Vinnare:
Darling - Julie Harris
Övriga nominerade:
Morituri - Moss Mabry
A Rage to Live - Howard Shoup
Narrskeppet - Bill Thomas, Jean Louis
En röst i telefonen - Edith Head

### Bästa kostym (färg)
Vinnare:
Doktor Zjivago - Phyllis Dalton
Övriga nominerade:
Vånda och extas - Vittorio Nino Novarese
Mannen från Nasaret - Vittorio Nino Novarese, Marjorie Best
Inside Daisy Clover - Edith Head, Bill Thomas
Sound of Music - Dorothy Jeakins

### Bästa ljud
Vinnare:
Sound of Music - James Corcoran (20th Century-Fox SSD), Fred Hynes (Todd-AO SSD)
Övriga nominerade:
Vånda och extas - James Corcoran (20th Century-Fox SSD)
Doktor Zjivago - A.W. Watkins (M-G-M British SSD), Franklin Milton (M-G-M SSD)
The Great Race - George Groves (Warner Bros. SSD)
7 tappra män - Waldon O. Watson (Universal City SSD)

### Bästa klippning
Vinnare:
Sound of Music - William Reynolds
Övriga nominerade:
Cat Ballou skjuter skarpt - Charles Nelson
Doktor Zjivago - Norman Savage
Flykten från öknen - Michael Luciano
The Great Race - Ralph E. Winters

### Bästa ljudeffekter
Vinnare:
The Great Race - Treg Brown
Övriga nominerade:
Von Ryans express - Walter Rossi

### Bästa specialeffekter
Vinnare:
Åskbollen - John Stears
Övriga nominerade:
Mannen från Nasaret - J. McMillan Johnson

### Bästa sång
Vinnare:
Het strand - Johnny Mandel (musik), Paul Francis Webster (text) för "The Shadow of Your Smile"
Övriga nominerade:
Cat Ballou skjuter skarpt - Jerry Livingston (musik), Mack David (text) för "The Ballad of Cat Ballou"
Paraplyerna i Cherbourg - Michel Legrand (musik), Jacques Demy (text) för "I Will Wait for You"
The Great Race - Henry Mancini (musik), Johnny Mercer (text) för "The Sweetheart Tree"
Hej, pussycat - Burt Bacharach (musik), Hal David (text) för "What's New, Pussycat?"

### Bästa filmmusik
Vinnare:
Doktor Zjivago - Maurice Jarre
Övriga nominerade:
Vånda och extas - Alex North
Mannen från Nasaret - Alfred Newman
En strimma solsken - Jerry Goldsmith
Paraplyerna i Cherbourg - Michel Legrand, Jacques Demy

### Bästa originalmusik
Vinnare:
Sound of Music - Irwin Kostal
Övriga nominerade:
Cat Ballou skjuter skarpt - Frank De Vol
3 flickor i Madrid - Lionel Newman, Alexander Courage
A Thousand Clowns - Don Walker
Paraplyerna i Cherbourg - Michel Legrand

### Bästa kortfilm
Vinnare:
Le poulet - Claude Berri
Övriga nominerade:
Fortress of Peace - Lothar Wolff
Skaterdater - Marshall Backlar, Noel Black
Snow - Edgar Anstey
Time Piece - Jim Henson

### Bästa animerade kortfilm
Vinnare:
The Dot and the Line: A Romance in Lower Mathematics - Chuck Jones, Les Goldman
Övriga nominerade:
Clay or the Origin of Species - Eli Noyes
La gazza ladra - Emanuele Luzzati

### Bästa dokumentära kortfilm
Vinnare:
To Be Alive! - Francis Thompson
Övriga nominerade:
Mural on Our Street - Kirk Smallman
Nyitany -  Hungarofilm
Point of View -  National Tuberculosis Assoc.
Yeats Country - Patrick Carey, Joe Mendoza

### Bästa dokumentärfilm
Vinnare:
The Eleanor Roosevelt Story - Sidney Glazier
Övriga nominerade:
The Battle of the Bulge... The Brave Rifles - Laurence E. Mascott
The Forth Road Bridge - Peter Mills
Let My People Go: The Story of Israel - Marshall Flaum
Rosor kan inte skjutas - Frédéric Rossif

### Bästa utländska film
Vinnare:
Butiken vid Storgatan (Tjeckoslovakien)
Övriga nominerade:
To homa vaftike kokkino (Grekland)
Käre John (Sverige)
Kaidan (Japan)
Giftas på italienska (Italien)

### Heders-Oscar
Bob Hope

### Irving G. Thalberg Memorial Award
William Wyler

### Jean Hersholt Humanitarian Award
Edmond L. DePatie